# Komórka konidiotwórcza

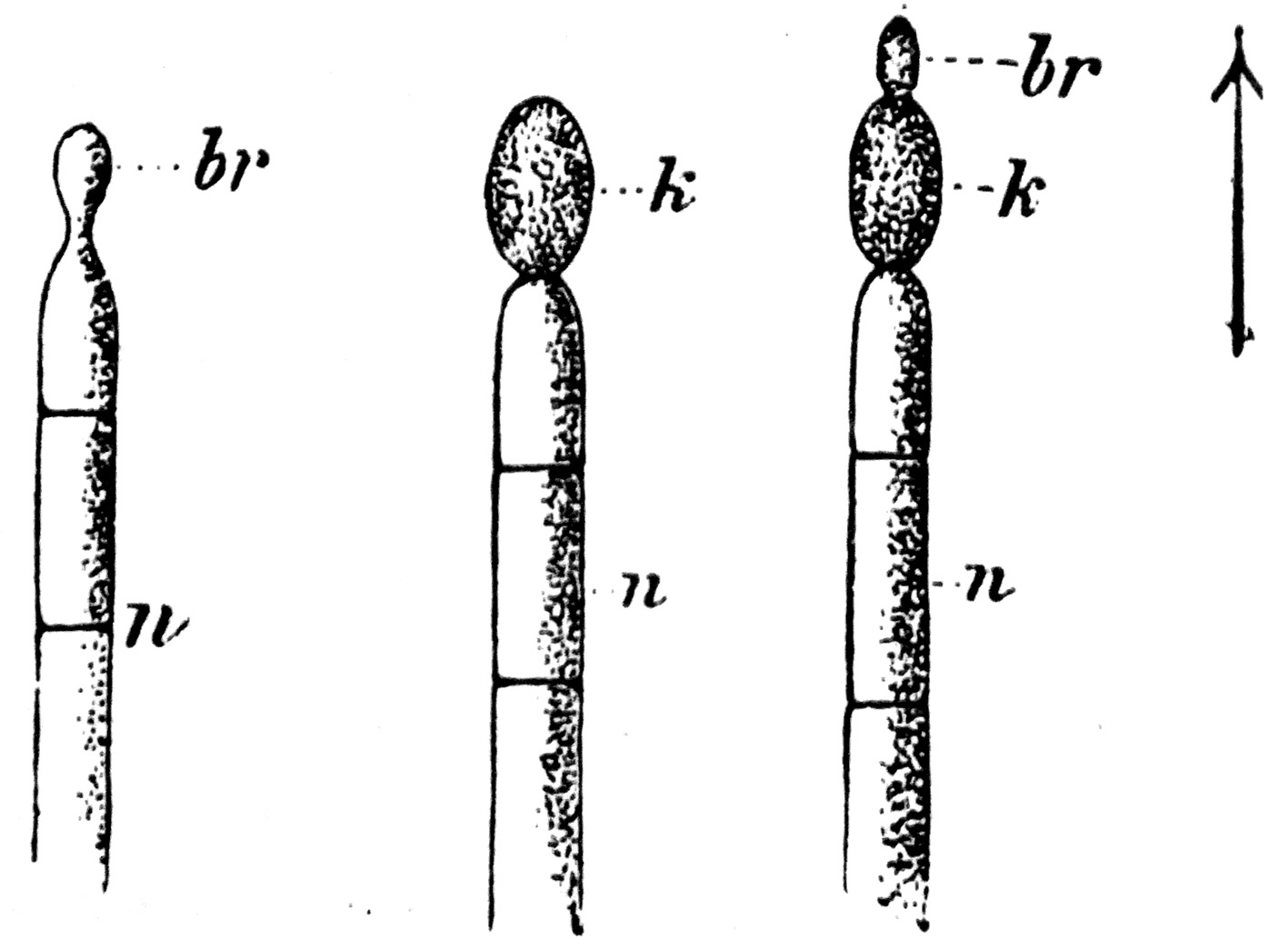
n – konidiofor, k – komórka konidiotwórcza, br – konidium

Komórka konidiotwórcza – u grzybów jest to końcowa strzępka, w której, lub na której wytwarzane są w drodze rozmnażania bezpłciowego zarodniki zwane konidiami. Proces ich wytwarzania to konidiogeneza. W zależności od budowy oraz sposobów konidiogenezy wyróżnia się następujące typy komórek konidiotwórczych:
- ampuła – komórka maczugowato lub beczułkowato rozszerzona
- sympodula – komórka w której kolejne konidia tworzone są powyżej wcześniej utworzonych
- annelida – komórka, w której konidia powstają enteroblastycznie, przez proliferację wewnętrznej ściany komórkowej
- fialida – komórka wytwarzająca konidia enteroblastycznie na swoim butelkowato rozszerzonym szczycie.
- komórka tretyczna (porowa) – komórka walcowata lub cylindryczna, często kolankowato wygięta, wytwarzająca konidia zazwyczaj w kilku punktach konidiotwórczych[2].